# Джовани Лодети
Вижте пояснителната страница за други личности с името Джовани.
Джовани Лодети (на италиански: Giovanni Lodetti) е италиански футболист, полузащитник.

## Кариера
Лодети е най-известен с играта си като дефанзивен халф в Милан, с който постига голям успех в страната и чужбина през 1960-те години, заедно с Джани Ривера, спечелвайки две титли на Серия А (първа по време на дебютния си сезон), Копа Италия, две КЕШ, КНК и една интерконтинентална купа. По-късно играе и за Сампдория, Фоджа и Новара, преди да се оттегли през 1978 г.

## Отличия

### Отборни
Милан
- Серия А:
  -  Шампион на Италия (2):1961/62, 1967/68
- Купа на Италия:
  -  Носител (1):: 1966/67
- КЕШ:
  -  Носител (2): 1962/63, 1968/69
- КНК:
  -  Носител (1): 1967/68
- Междуконтинентална купа:
  -  Носител (1):: 1969

### Международни
Италия
- Европейско първенство по футбол: 1968

### Индивидуални
- Зала на славата на АК Милан[4]